# Veberöd
Veberöd – miejscowość (tätort) w Szwecji, w regionie administracyjnym (län) Skania, w gminie Lund.
Według danych Szwedzkiego Urzędu Statystycznego liczba ludności wyniosła: 4850 (31 grudnia 2015), 5325 (31 grudnia 2018) i 5550 (31 grudnia 2019).